# Вулиця Полтавська (Черкаси)
Ву́лиця Полта́вська — вулиця в Черкасах.

## Розташування
Починається від вулиці Сурікова, простягається на південь, закінчується глухим кутом.

## Опис
Вулиця вузька та не асфальтована.

## Походження назви
Вулиця була утворена на початку 1960-их років і названа на честь міста Полтава.

## Будівлі
По вулиці розташовані лише приватні будинки.